# Сорьёль, Жан
Жан Сорьёль (фр. Jean Sorieul; 1825 или 18 декабря 1823, Руан — 1871[…] или 13 августа 1871, X округ Парижа) — французский художник-баталист и униформист.

## Биография
Родился в 1823 году в Руане в семье кровельщика. Учился живописи в Высшей школе изящных искусств Парижа в мастерских у Ипполита Белланже и Леона Конье.
В 1847 году дебютировал на ежегодном Парижском салоне, и в дальнейшем регулярно выставлял там свои работы вплоть до 1871 года.
Как художник, Сорьёль наиболее известен серией масштабных батальных полотен, изображающих различные эпизоды Вандейского мятежа и Шуанерии. Создал также серию иллюстраций с изображениями военной униформы. Сорьёлем также были выполнены работы посвящённые коронации русского императора Александра II.
Скончался Жан Сорьёль в 1871 году в Париже. Он не был женат и не имел детей. Первоначально был похоронен на кладбище Бельвиль, однако в дальнейшем прах был перенесён на кладбище Пер-Лашез.

## Галерея
- Битва при Кибероне (1795)
- Битва при Кибероне. Фрагмент (войска роялистов)
- Киберон. Отступление роялистов к кораблям
- Эпизод Шуанерии
- Республиканский генерал Марсо в битве с вандейцами при Ле-Мане
- Коронация Александра II в Московском Кремле
- Швейцарские полки Великой армии в 1812 году
- Чины полка Гогенлоэ (слева) и Швейцарские гвардейцы (справа) французской королевской армии в 1824 году